# Українсько-уругвайські відносини
Уругвай визнав незалежність України 26 грудня 1991, а 18 травня 1992 між двома державами встановлені дипломатичні відносини.

## Політичні контакти
В історії двосторонніх стосунків поки що відсутні факти офіційних контактів на вищому та високому рівнях.
Політичні контакти відбуваються в основному на рівнів Послів обох країн. В рамках проведення 38-ї сесії Генеральної асамблеї Організації американських держав (червень 2008 р., м. Медельїн, Колумбія) відбулася зустріч Постійного представника України при ОАД, Посла у США О.В.Шамшура з Міністром закордонних справ Уругваю Г. Фернандесом.
Посол України О. С. Тараненко у березні 2009 р. вручив вірчі грамоти Президенту Уругваю Т. Васкесу, також відбулися його зустрічі з Міністром закордонних справ Г.Фернандесом та іншими керівниками зовнішньополітичного відомства Уругваю.
1 березня 2010 Спеціальний представник Президента України, Надзвичайний і Повноважний Посол України в Аргентинській Республіці О.С. Тараненко взяв участь у церемонії передачі президентської влади новообраному Президенту Уругваю Хосе Мухіці та мав з ним коротку протокольну бесіду. Того ж дня український дипломат в ході зазначених вище інавгураційних заходів мав окрему зустріч з Віце-президентом, Головою Палати сенаторів Генеральної Асамблеї (парламенту) Уругваю Данило Асторі. Перспективними сферами двосторонньої співпраці можна вважати енергетичну, транспортну, технологічну тощо.
23 червня 2011 у ході роботи XXXIV Консультативної Наради з Договору про Антарктику, що проходив в аргентинській столиці м. Буенос-Айрес, Глава української делегації, Надзвичайний і Повноважний Посол України в Аргентинській Республіці Олександр Тараненко провів зустріч з Міністром закордонних справ Уругваю Луїсом Альмагро, який також взяв участь у цьому форумі. Сторони обговорили окремі аспекти двостороннього співробітництва України з Уругваєм.
24 – 25 квітня 2012 Міністр закордонних справ України Костянтин Грищенко на запрошення Міністра закордонних справ Східної Республіки Уругвай Луїса Альмагро здійснив офіційний візит в Монтевідео, який став першим в історії двосторонніх відносин візитом глави зовнішньополітичного відомства України до Східної Республіки Уругвай.
У ході візиту Костянтин Грищенко прийнятий Президентом Східної Республіки Уругвай Хосе Мухікою, якому передав лист Президента України Віктора Януковича із вітанням з нагоди 20-ї річниці встановлення дипломатичних відносин між нашими державами і запрошення відвідати Україну з візитом у зручний для нього час.
У цьому зв’язку не можна не відзначити, що зустрічі Глави українського зовнішньополітичного відомства з вищим політичним керівництвом Уругваю підтвердили прагнення наших країн до подальшого розвитку двостороннього діалогу, збагатили українсько-уругвайські відносини перспективою подальшого співробітництва у багатьох сферах, що становлять взаємний інтерес для наших держав і народів, вказали на схожість або збіжність поглядів з багатьох питань світового порядку денного.
Підписання у ході зазначеного візиту Міністрами закордонних справ України та Уругваю „великого” Договору про дружні відносини і співробітництво між Україною та Східною Республікою Уругвай стало важливою політичною подією в історії двосторонніх стосунків та ключовим стимулом для розвитку співробітництва між нашими країнами у багатьох сферах. А підписана у квітні 2012 року Главами зовнішньополітичних відомств Спільна заява має стати «дорожньою картою» подальшої взаємодії зовнішньополітичних відомств та інших зацікавлених центральних органів влади двох країн.
Протягом останнього часу було активізовано роботу з налагодження міжпарламентського співробітництва наших країн, що має стати важливою складовою двосторонніх відносин. 19 грудня 2011 Верховна Рада України затвердила склад депутатської групи з міжпарламентських зв’язків з Уругваєм, а у Генеральній Асамблеї Уругваю ініційовано роботу з утворення групи парламентської дружби з Україною.
У лютому 2022 року, в контексті російсько-української кризи, уряд Уругваю висловив занепокоєння з приводу визнання Росією сепаратистських регіонів Донецької та Луганської областей, та підтримав Резолюцію 2202 Ради Безпеки ООН щодо імплементації Мінських домовленостей, наголошуючи на необхідності «мирного і тривалого розв’язання конфлікту».
Після початку повномасштабного вторгнення Росії наприкінці лютого, уряд Уругваю зайняв позицію на підтримку України, заявивши, що принципи Статуту Організації Об'єднаних Націй були «очевидно порушені». Протягом війни Уругвай послідовно підтримував територіальну цілісність України під час голосування за відповідні резолюції Генеральної Асамблеї ООН. У липні 2022 року президент Уругваю Луїс Альберто Лакальє Поу та президент України Володимир Зеленський провели телефонну розмову, а в грудні 2023 року відбулася двостороння зустріч.
Також Уругвай був одним із держав-учасниць Саміту миру для України, що відбувся у червні 2024 року. Уругвай прийняв українських біженців. У лютому 2025 року було оголошено про намір України відкрити посольство в Уругваї. Це рішення було офіційно підтверджене наприкінці квітня після зустрічі міністрів закордонних справ обох країн — Маріо Лубеткина та Сибіга Андрій Іванович.

## Культурно-гуманітарна співпраця
Віднедавна почав діяти інститут Почесного консула Східної Республіки Уругвай в Києві.

## Посольство України в Уругваї
25 квітня 2012 в історичній будівлі Міністерства закордонних справ Уругваю було проведено церемонію презентації і погашення пам’ятної поштової марки «20-а річниця дипломатичних відносин: Уругвай – Україна».
Цього ж дня відбулося урочисте відкриття Почесного консульства України в Уругваї, в якому взяли участь Міністр закордонних справ України К. І. Грищенко, Надзвичайний і Повноважний Посол України у Східній Республіці Уругвай за сумісництвом О. С. Тараненко, перший Почесний консул України в Уругваї Д. Гуадалупе Бренна, представники політичних і бізнесових кіл Уругваю, дипломатичного корпусу та української громади.
Компактним центром проживання в країні української діаспори є північне місто Сальто.